# Kelley Deal

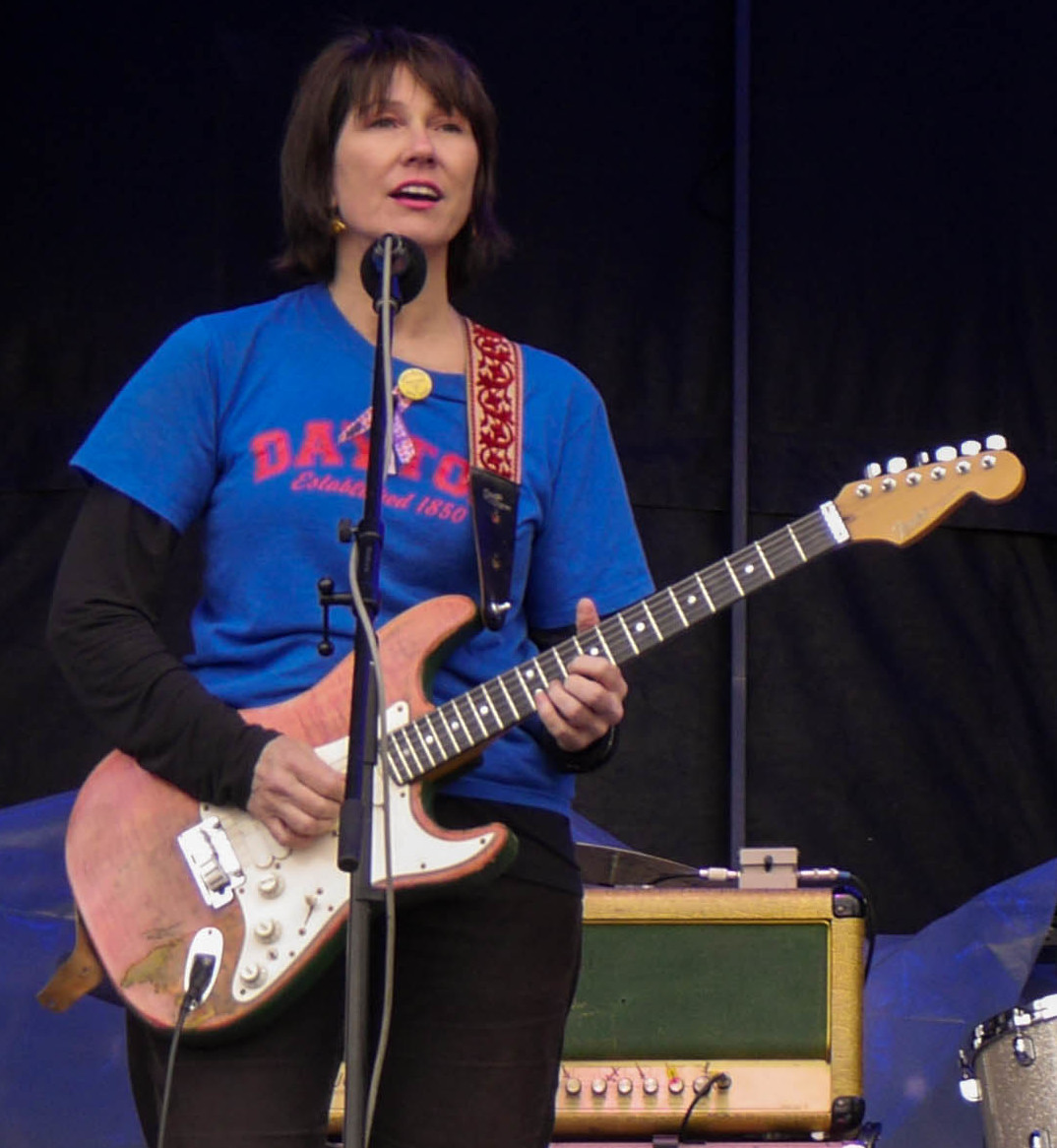
Kelley Deal (2018)

Kelley Deal (* 10. Juni 1961 in Dayton, Ohio, USA) ist eine US-amerikanische Rockmusikerin.
Neben dem großen Erfolg der Band The Breeders, die sie gemeinsam mit ihrer Zwillingsschwester Kim Deal gründete und in der sie die Rolle der Leadgitarristin übernahm, kann sie auch Erfolge als Solokünstlerin vorweisen.

## Biografie

### Kindheit und Jugend
Kelley Deal wurde am 10. Juni 1961 geboren. Zusammen mit ihrer eineiigen Zwillingsschwester Kim verbrachte sie ihre Kindheit in Huber Heights, einem Vorort von Dayton im US-Bundesstaat Ohio. Schon als Heranwachsende entdeckten die Schwestern ihre Leidenschaft für die Musik. Während ihrer Highschool-Zeit spielten sie in lokalen Clubs in Dayton, tauschten Musikkassetten mit Bekannten und erhielten somit Zugang zu den unterschiedlichsten Musikrichtungen, noch lange bevor das Internet existierte.
In den 1980er Jahren bekamen beide die Chance, sich der Gruppe Pixies anzuschließen. Kim verfolgte ihre Karriere als Indie-Rock-Musikerin, während Kelley zunächst das Musikgeschäft verließ und in Dayton blieb, um als technische Analystin zu arbeiten.

### Karrierebeginn als Musikerin
Kim Deal und Tanya Donelly (Leadgitarristin von Throwing Muses) gründeten 1989 die nächste Generation der Breeders zusammen mit der Bassistin Josephine Wiggs und Britt Walford, Schlagzeug. Sie nahmen im Jahr 1990 die Platte Pod auf, und als Kelley diese hörte, war sie so fasziniert davon, dass sie auch in dieser Band spielen wollte. Zwei Jahre später bekam sie dann die Möglichkeit, der Band beizutreten, als diese nach New York ging, um das neue Album Safari (EP) aufzunehmen.

#### The Breeders
Im Jahre 1992 übernahm Kelley Deal die Rolle der dritten Gitarristin der Breeders. Obwohl sie noch wenig Erfahrung auf diesem Instrument hatte, brachte Kim ihr alle grundlegenden Riffs der aktuellen Songs bei. Die Safari EP war die erste Platte, bei der Kelley mitwirkte.
Nachdem die Gitarristin Tanya Donelly die Breeders verlassen hatte, um ihre eigene Band Belly zu gründen, wurde mit Jim MacPherson ein neuer Schlagzeuger aus Dayton in der Band aufgenommen. In neuer Konstellation und mit Kelley an der Leadgitarre konnte 1993 das Album Last Splash veröffentlicht werden, mit dem The Breeders dann auf Tournee gingen.
Mit diesem Album schafften sie ihren Durchbruch, doch mit dem wachsenden Erfolg verfiel Kelley den Drogen.

### Gefängnisaufenthalt und Drogenentzug
Bereits seit ihrer Jugend fühlte sich Kelley zu Suchtmitteln (wie Alkohol, Haschisch) hingezogen und wurde schnell abhängig. Somit war es nur eine Frage der Zeit, bis auch ihr Heroinkonsum an die Öffentlichkeit kam. Im Herbst 1994, nach der intensiven Tour von Last Splash, wurde sie wegen Drogenbesitzes verhaftet und 1995 in eine Entzugsklinik in Minnesota eingewiesen, was die Aktivität der Band The Breeders vorerst zum Erliegen brachte.
Kelley kämpfte darum, nicht erneut abhängig zu werden. Als sie 2001 dennoch kurzzeitig rückfällig wurde, ging sie freiwillig und erfolgreich in eine Entzugsklinik.

### Weitere Musikprojekte
Während ihres Drogenentzugs begann Kelley, eigene Lieder zu schreiben. Nach ihrer Rehabilitation wollte sie mit ihrem eigenen Projekt The Kelley Deal 6000 beginnen. Die Band veröffentlichte unter dem Label Deal’s Nice Records („Kelleys eigenes Label“) zwei Alben, Go To The Sugar Altar (1996) Boom!Boom!Boom! (1997) und pausierte, als The Breeders wieder zueinander fanden.
Kelley Deal trat auch der Band The Last Hard Men bei, die aus dem Sänger von Skid Row Sebastian Bach, Smashing Pumpkins – Schlagzeuger Jimmy Chamberlin und Jimmy Flemion von The Frogs bestand. Sie spielte Bass und zusammen nahmen sie 1997 ein Album auf. In sehr geringer Auflagenzahl wurde es in Deals eigener Plattenfirma veröffentlicht und 2001 auch bei Spitfire Records.

### Rückkehr zu den Breeders
Neun Jahre nach der Veröffentlichung des erfolgreichen Albums Last Splash (1993) und einigen Unstimmigkeiten schlossen sich Kelley und ihre Schwester wieder zusammen und begannen neue Demos für The Breeders aufzunehmen. Mit einer ganz neuen Besetzung veröffentlichten sie 2002 das Album Title TK, welches drei Songs aus dem Jahre 1999 beinhaltet, bei denen die Schwestern alle Instrumente alleine spielen. Im April 2008 veröffentlichen The Breeders die Platte Mountain Battles, aus dem sie die EP Fate to Fatal auskoppelten.

## Andere Projekte
Um nicht wieder den Drogen zu verfallen und ihre Zeit sinnvoll zu nutzen, erlernte Kelley Deal das Stricken. Ihr Talent lag darin, Handtaschen zu stricken, welche sie erfolgreich über ihre Homepage verkaufte. Nachdem sie sogar in der Show Knitty Gritty aufgetreten war, veröffentlichte sie ein Buch über ihre Stricktaschenmuster, Bags That Rock: Knitting on the Road with Kelley Deal. Dort beschreibt sie anhand von 20 Beispielen u. a. die Grundlagen des Filzens, wie man einen Prägedruck anfertigt, einfach häkelt und Verzierungen stickt.
Weitere musikalische Erfahrungen im Songwriting, Gitarrespielen und Singen sammelte Kelley mit Magnetophone, Kris Kristofferson und den Supersuckers (Must’ve Been High).

## Aktuelle Projekte
2012 schloss sie sich mit Mike Montgomery von der Band Ampline zusammen und gründete eine neue Band namens R. Ring. Im Frühling und Sommer 2012 tourten sie bereits durch einen kleinen Teil der USA. Ende Oktober 2012 wurde eine neue CD veröffentlicht mit den beiden Songs Fallout and Fire und SEE (Label: Misra Records) und im März 2013 geht die Band auf Europatournee.

## Veröffentlichungen

### Diskografie
Mit den Breeders:
- Safari (EP) (1992)
- Last Splash (1993)
- Title TK (2002)
- Mountain Battles (2008)

Mit The Kelley Deal 6000:
- Go to the Sugar Altar (1996)
- Boom!Boom!Boom! (1997)

Mit With Last Hard Men:
- The Last Hard Men (1998/2001)

Mit R. Ring:
- Fallout and Fire (2012)
- SEE (2012)

### Andere Publikationen
- Kelley Deal: Bags That Rock: Knitting on the Road with Kelley Deal. Sterling 2008, ISBN 978-1-60059-158-7